# Crematogaster madecassa
Crematogaster madecassa är en myrart som beskrevs av Carlo Emery 1895. Crematogaster madecassa ingår i släktet Crematogaster och familjen myror. Inga underarter finns listade i Catalogue of Life.

## Bildgalleri

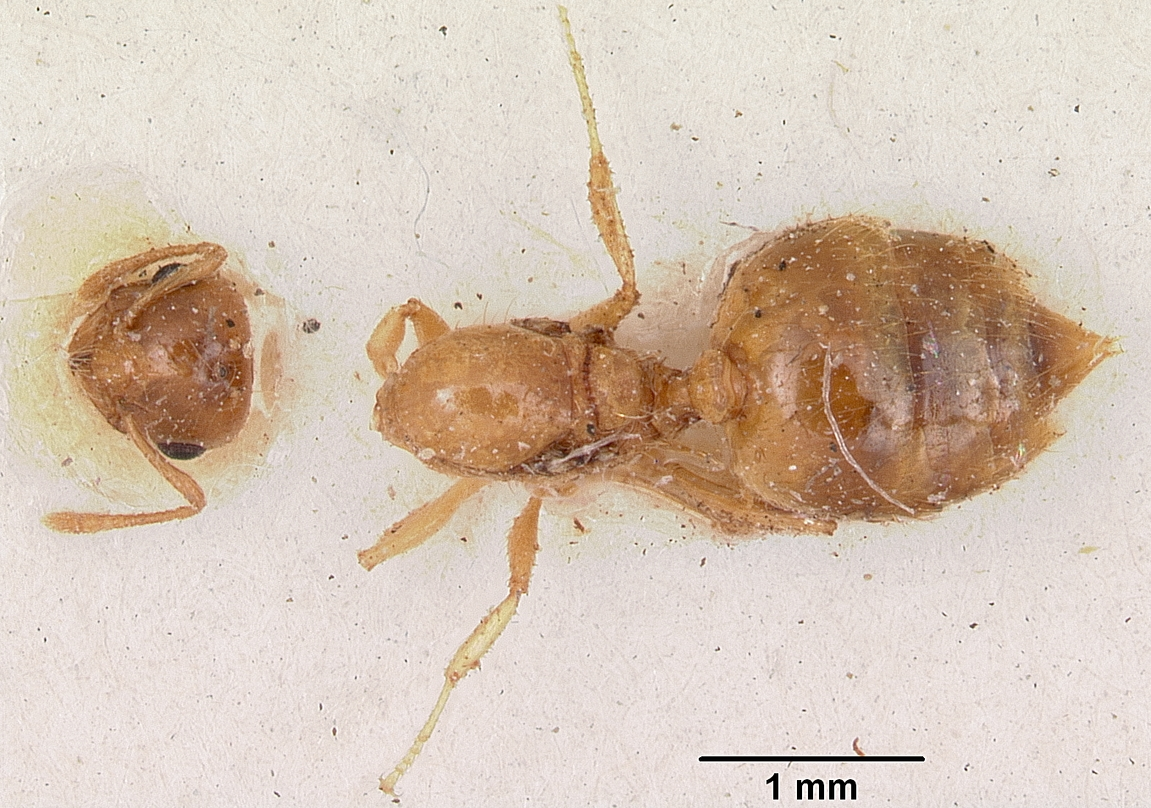
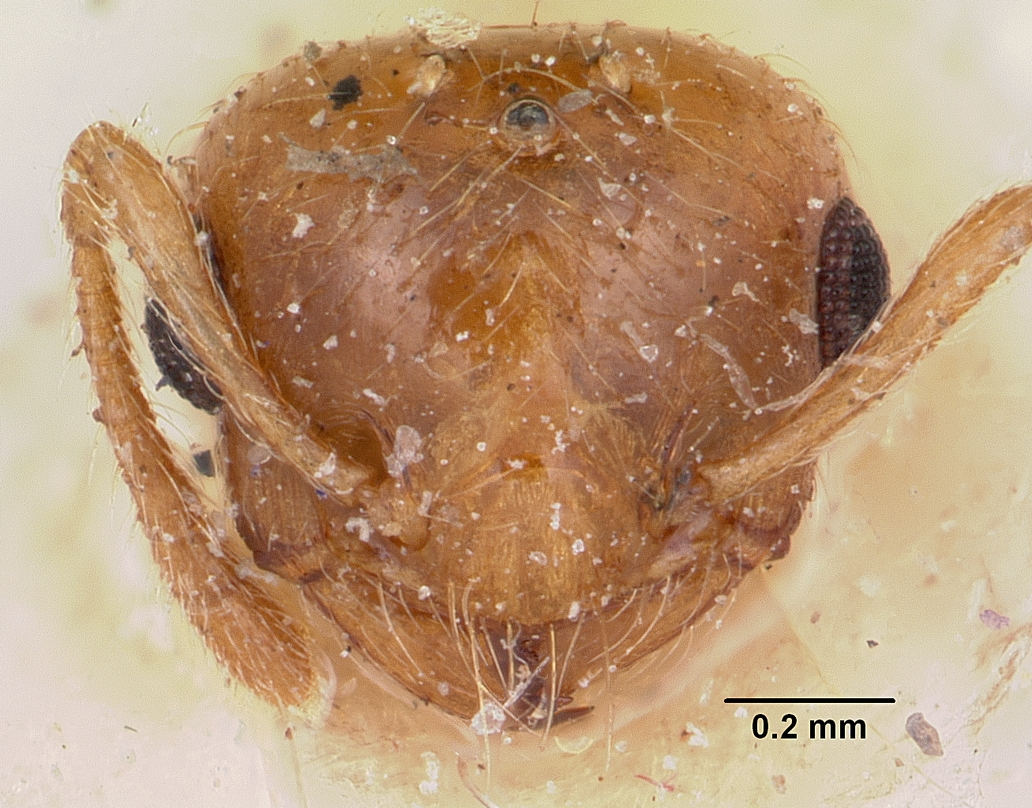
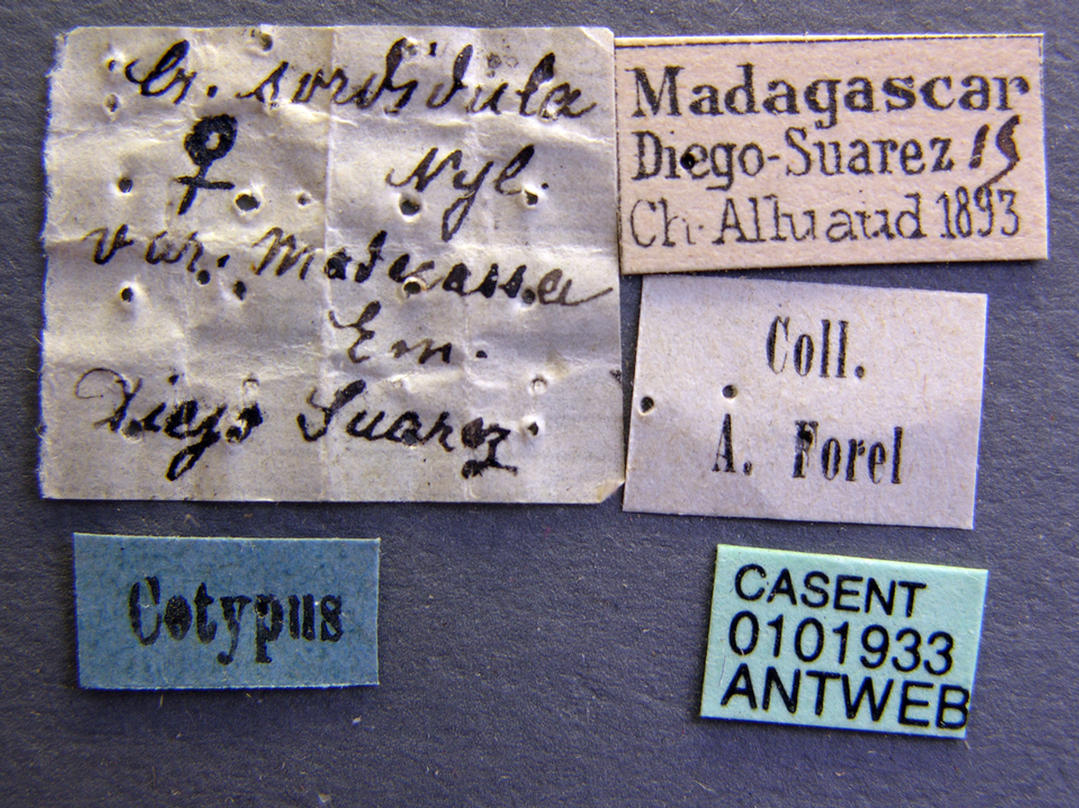
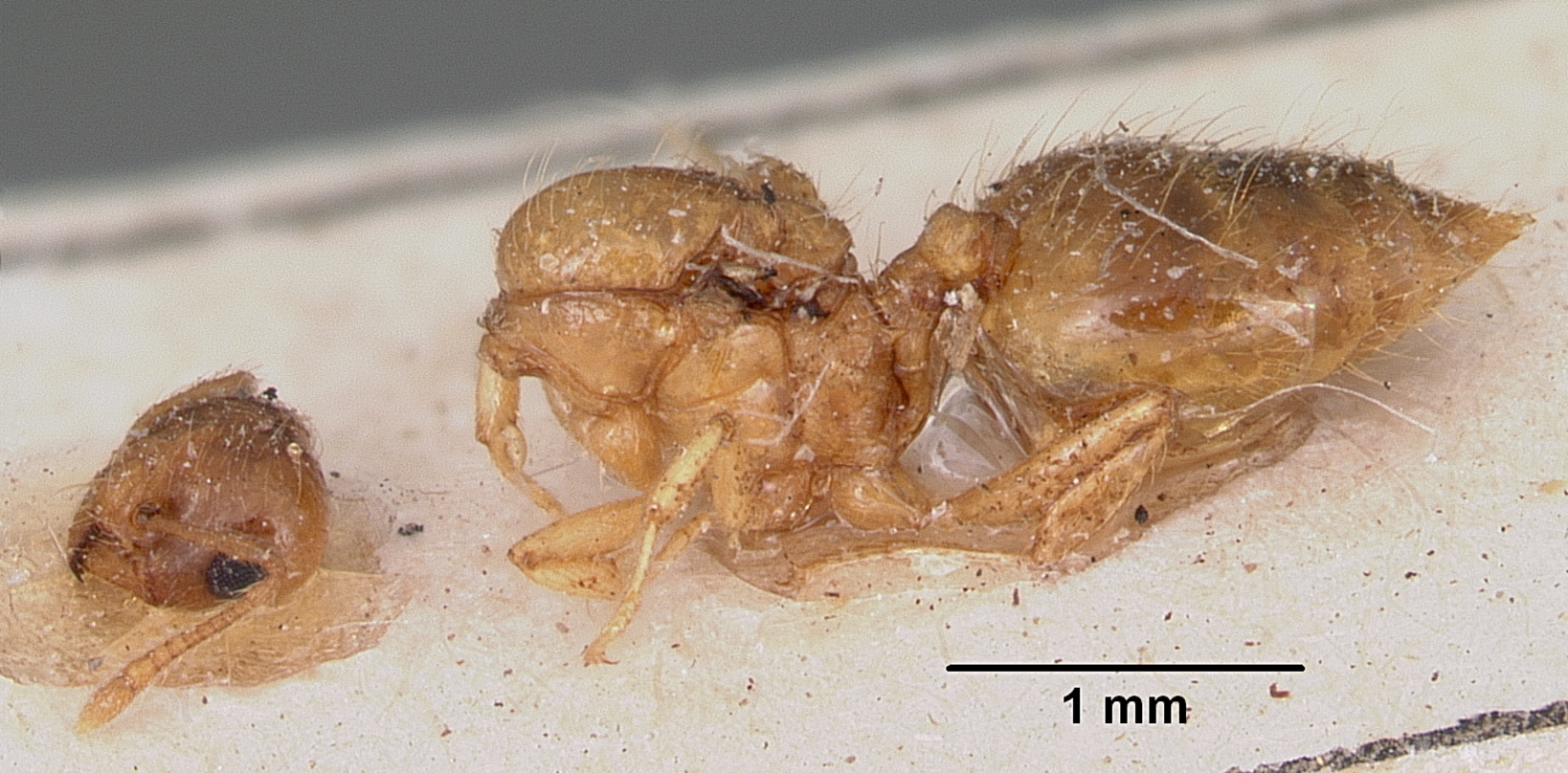
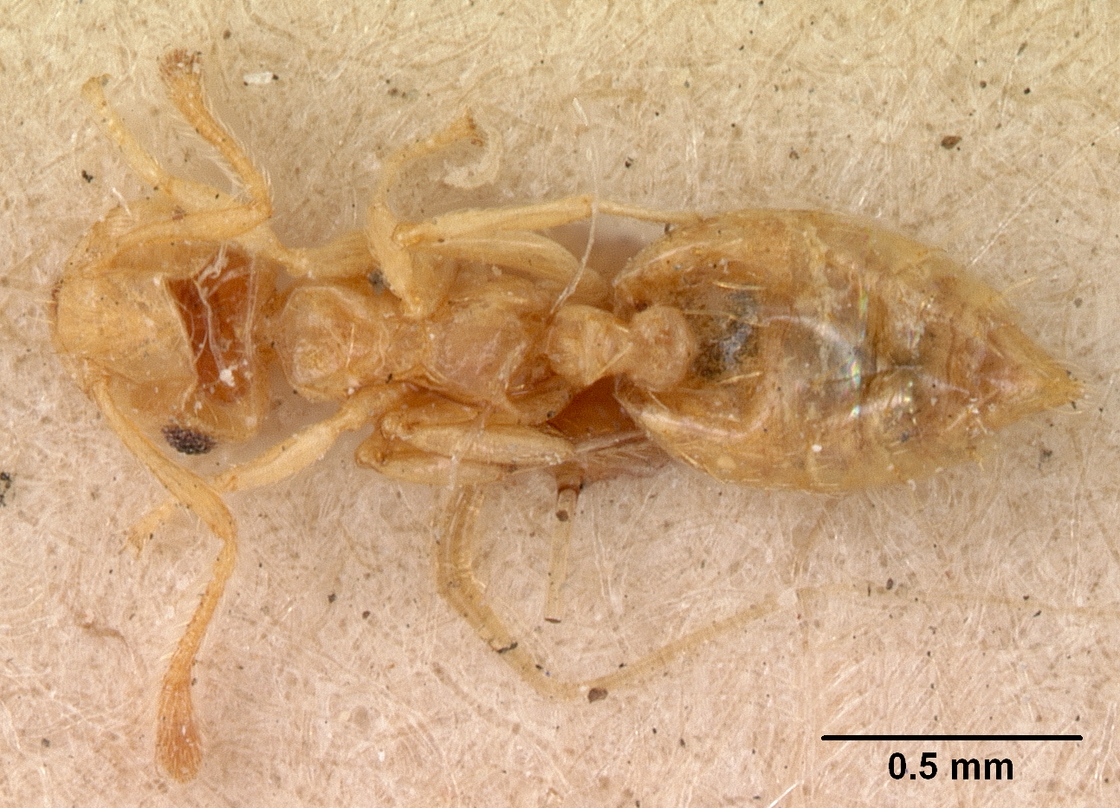
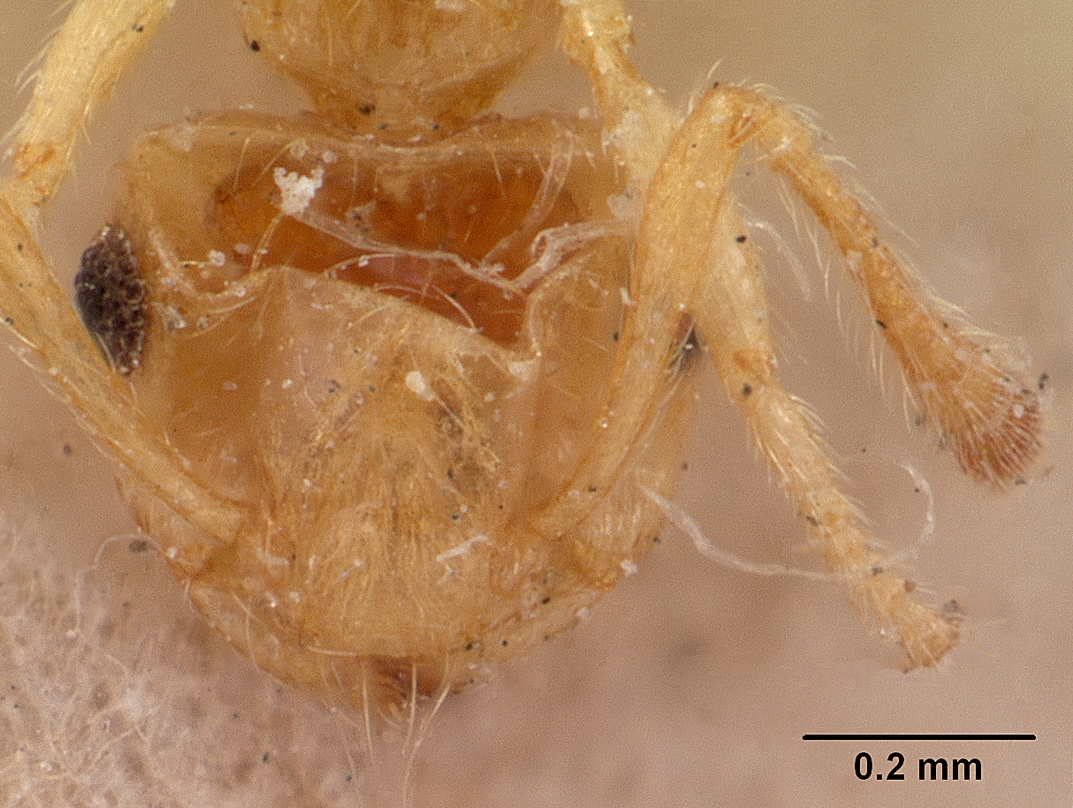